# Raymond Hatton
Raymond Hatton (Red Oak (Iowa), 7 de juliol de 1887– Palmdale (Califòrnia), 21 d’octubre de 1971, va ser una actor de cinema que participà en més de 500 pel·lícules.

## Biografia
El seu pare, que era metge, es va traslladar amb la família a Des Moines quan Raymond tenia 10 anys. De ben jove ja va manifestar una gran atracció per la interpretació i ja als 10 anys, sense permís dels pares, partí de gira amb una companyia teatral. Poques setmanes després, en ser localitzat, va aconseguir que el deixessin actuar de gira durant les vacances de l’escola. Als 15 anys va entrar en el món de vodevil i als 19 ja actuava com a personatge principal. El 1907 es va casar amb l’actriu Frances Roberts i amb ella va estar de gira durant anys.
Va fer el seu debut cinematogràfic el 1909 de la ma de la Biograph amb la pel·lícula “Tragic Love” de D. W. Griffith. El 1911 es va traslladar amb la seva dona a Los Angeles i poc després esdevindria part de la Keystone de Mack Sennett amb qui ja havia coincidit en el seu debut a la Biograph. La seva primera aparició va ser a “Oh, Those Eyes” (1912) protagonitzada per Mabel Normand. El 1914 signà per a la Jesse L. Lasky Feature Play Company (que posteriorment seria la Famous Players-Lasky i finalment la Paramount), essent la seva primera pel·lícula “The Squaw Man” (1914). Ben aviat seria un dels actors favorits de Cecil B. DeMille participant en la majoria de les seves pel·lícules.
El 1926 la Paramount va emparellar Hatton amb Wallace Beery en la comèdia “Behind the Front” i l’èxit iniciaria un seguit d'altres comèdies d’ambientació militar protagonitzades pel duo: “We’re in the Navy Now“ (1926), “Fireman, Save My Child” (1927), “Now We’re in the Air” (1927), “Wife Server” (1928), “Partners in Crime” (1928) i “The Big Killing” (1928).

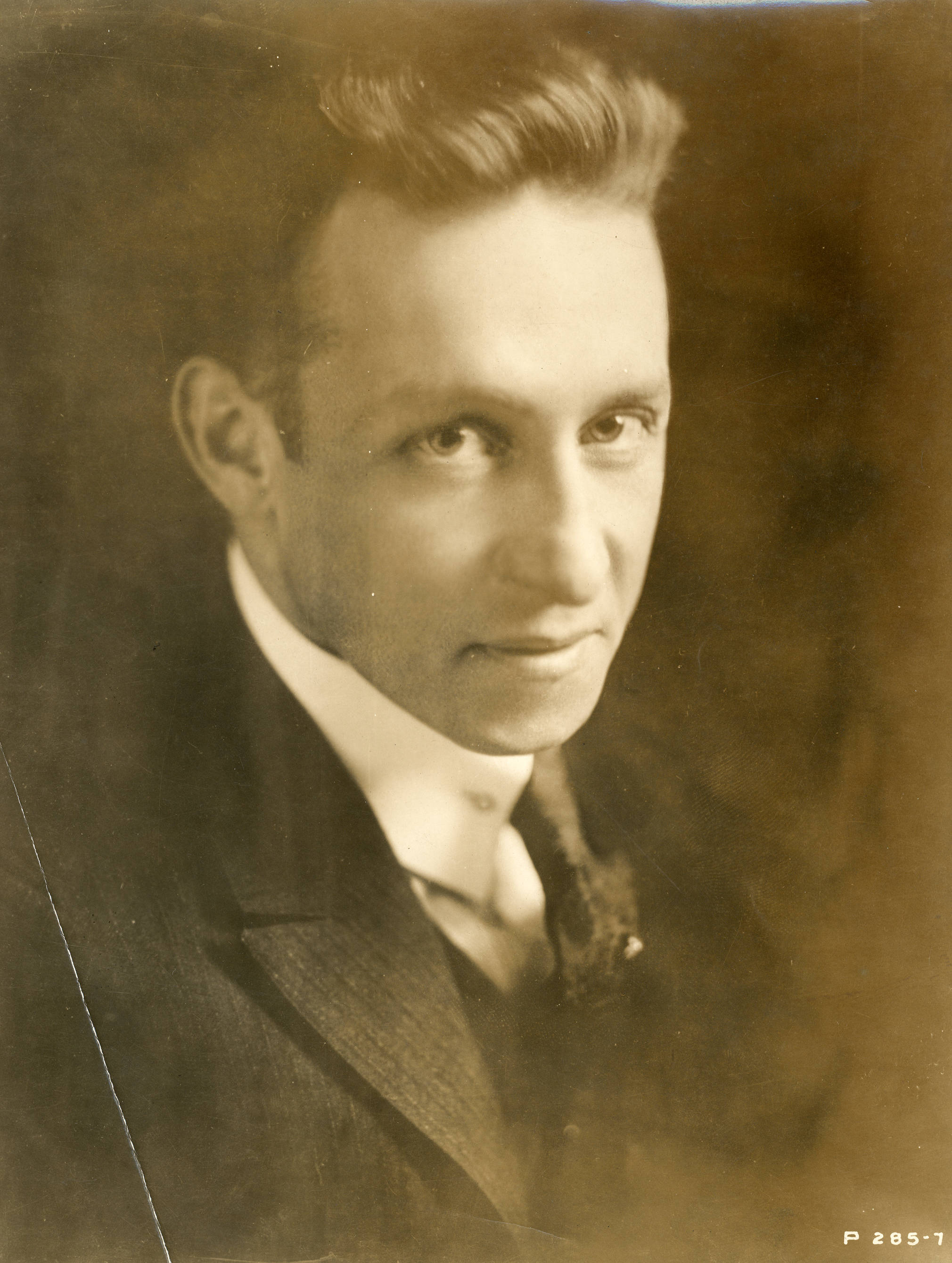
Retrat de l'actor del 1922

El període entre 1926 i 1930 representa el punt culminant de la seva carrera però l’arribada del sonor deixà de ser l’actor protagonista. El seu accent del mitjà oest l’encasellà a fer westerns, pel·lícules d’aventures i serials. En el serial de 1935 de la Universal “The Rustlers of Red Dog”, Hatton interpretant a Laramie, va consolidar el paper de explorador rondinaire, preocupat per trobar el següent vas d’alcohol i pels seus problemes amb les dones, que aportava un toc d’humor als guions de les pel·lícules en què participava. Amb aquest rol feu el paper de Rusty Joslin en diferents pel·lícules serials dels “Three Mesquiteers” i el de Sandy Hopkins al serial de “Rough Rider”.
En aquesta època no tenia un contracte d’exclusivitat amb cap productora i també participà en pel·lícules ben diferents, com a “Alice in Wonderland” (1933), “Love Finds Andy Hardy” (1938), “Reap the Wild Wind” (1942) o “Unconquered” (1947). Durant la dècada del 1950 interpretà el personatge recurrent del coronel en molts westerns de sèrie B. El seu darrer paper fou a “In Cold Blood” (1967). El 16 d’octubre de 1971 moria la seva dona Frances i ell morí cinc dies després al 84 anys d’un atac de cor.

## Filmografia

### Cinema mut
- Tragic Love (1909)
- A Fool’s Revenge (1909)
- Was Justice Served? (1909)
- Confidence (1909)
- Oh, Those Eyes (1912)
- Hot Stuff (1912)
- The Brave Hunter (1912)
- The Fickle Spaniard (1912)
- The Furs (1912)
- A Rural Third Degree (1913)
- A Strong Revenge (1913)
- Those Good Old Days (1913)
- A Life in the Balance (1913)
- The Bangville Police (1913)
- The New Conductor (1913)
- Their First Execution (1913)
- Toplitsky and Co. (1913)
- Barney Oldfield's Race for a Life (1913)
- That Ragtime Band (1913)
- Safe in Jail (1913)
- The Squaw Man (1914)
- The Circus Man (1914)
- The Girl of the Golden West (1915)
- Young Romance (1915)
- The Warrens of Virginia (1915)
- The Unafraid (1915, Short)
- The Captive (1915)
- The Woman (1915)
- The Wild Goose Chase (1915)
- The Arab (1915)
- Chimmie Fadden (1915)
- Kindling (1915)
- The Case of Becky (1915)
- Blackbirds (1915)
- Carmen (1915)
- Armstrong's Wife (1915)
- Chimmie Fadden Out West (1915)
- At Bay (1915)
- The Unknown (1915)
- The Cheat (1915)
- The Immigrant (1915)
- The Golden Chance (1915)
- Temptation (1915)
- Tennessee's Pardner (1916)
- To Have and to Hold (1916)
- The Sowers (1916)
- Public Opinion (1916
- The Honorable Friend (1916)
- The Lash (1916)
- Oliver Twist (1916)
- Joan the Woman (1916)
- The American Consul (1917)
- A Romance of the Redwoods (1917)
- The Little American (1917)
- What Money Can't Buy (1917)
- The Squaw Man's Son (1917)
- The Crystal Gazer (1917)
- Hashimura Togo (1917)
- The Woman God Forgot (1917)
- The Secret Game (1917)
- Nan of Music Mountain (1917)
- The Devil Stone (1917)
- Jules of the Strong Heart (1918)
- One More American (1918)
- The Whispering Chorus (1918)
- Old Wives for New (1918)
- We Can't Have Everything (1918)
- The Firefly of France (1918)
- Sandy (1918)
- Less Than Kin (1918)
- The Source (1918)
- Arizona (1918)
- The Dub (1919)
- Don't Change Your Husband (1919)
- Maggie Pepper (1919)
- The Poor Boob (1919)
- Experimental Marriage (1919)
- Johnny Get Your Gun (1919)
- For Better, for Worse (1919)
- You're Fired (1919)
- Secret Service (1919)
- A Daughter of the Wolf (1919)
- The Love Burglar (1919)
- Male and Female (1919)
- Everywoman (1919)
- Young Mrs. Winthrop (1920)
- The Dancin' Fool (1920)
- The Sea Wolf (1920)
- Jes' Call Me Jim]' (1920)
- Stop Thief! (1920)
- Officer 666 (1920)
- Bunty Pulls the Strings (1921)
- The Concert (1921)
- The Betrayer (1921)
- Peck's Bad Boy (1921)
- Salvage (1921)
- The Ace of Hearts (1921)
- The Affairs of Anatol (1921)
- Pilgrims of the Night (1921)
- All's Fair in Love (1921)
- Doubling for Romeo (1921)
- Head over Heels (1922)
- His Back Against the Wall (1922)
- The Fast Freight (1922)
- Pink Gods (1922)
- Manslaughter (1922)
- To Have and to Hold (1922)
- Ebb Tide (1922)
- The Hottentot (1922)
- Java Head (1923)
- The Tie That Binds (1923)
- Trimmed in Scarlet (1923)
- A Man of Action (1923)
- Three Wise Fools (1923)
- The Barefoot Boy (1923)
- The Hunchback of Notre Dame (1923)
- The Virginian (1923)
- Enemies of Children (1923)
- Big Brother (1923)
- Half-A-Dollar Bill (1924)
- True as Steel (1924)
- Triumph (1924)
- The Fighting Adventurer (1924)
- Cornered (1924)
- The Mine with the Iron Door (1924)
- Tomorrow's Love (1925)
- Adventure (1925)
- The Devil's Cargo (1925)
- The Top of the World (1925)
- Contraband (1925)
- The Thundering Herd (1925)
- In the Name of Love (1925)
- A Son of His Father (1925)
- Lord Jim (1925)
- Behind the Front (1926)
- Silence (1926)
- Born to the West (1926)
- Forlorn River (1926)
- We're in the Navy Now (1926)
- Fashions for Women (1927)
- Fireman, Save My Child
- Now We're in the Air (1927)
- Two Flaming Youths (1927)
- Wife Savers (1928)
- Partners in Crime (1928)
- The Big Killing (1928)

### Cinema sonor
- The Office Scandal (1929)
- Trent's Last Case (1929)
- The Mighty (1929)
- Hell's Heroes (1929)
- Murder on the Roof (1930)
- Midnight Mystery (1930)
- Road to Paradise (1930)
- The Silver Horde (1930)
- Rogue of the Rio Grande (1930)
- Pineapples (1930)
- The Lion and the Lamb (1931)
- Woman Hungry (1931)
- Honeymoon Lane (1931)
- The Squaw Man (1931)
- Arrowsmith (1931)
- Stung (1931)
- Polly of the Circus (1932)
- Law and Order (1932)
- Stranger in Town (1932)
- Alias Mary Smith (1932)
- The Vanishing Frontier (1932)
- Cornered (1932)
- Drifting Souls (1932)
- The Crooked Circle (1932)
- The Fourth Horseman (1932)
- Exposed (1932)
- Vanity Street (1932)
- Hidden Gold (1932)
- Malay Nights (1932)
- Uptown New York (1932)
- Long Loop Laramie (1932)
- Terror Trail (1933)
- State Trooper (1933)
- The Thundering Herd (1933)
- Under the Tonto Rim (1933)
- The Three Musketeers (1933, Serial)
- The Big Cage (1933)
- Penthouse (1933)
- Day of Reckoning (1933)
- The Women in His Life (1933)
- Lady Killer (1933)
- Alice in Wonderland (1933)
- Lazy River (1934)
- The Defense Rests (1934)
- Fifteen Wives (1934)
- Straight Is the Way (1934)
- Once to Every Bachelor (1934)
- Peck's Bad Boy (1934)
- Wagon Wheels (1934)
- Red Morning (1934)
- Rustlers of Red Dog (1935, Serial)
- Times Square Lady (1935)
- Princess O'Hara (1935)
- G Men (1935)
- Murder in the Fleet (1935)
- Calm Yourself (1935)
- The Daring Young Man (1935) ty
- Steamboat Round the Bend (1935)
- Wanderer of the Wasteland (1935)
- Stormy (1935)
- Nevada (1935)
- Exclusive Story (1936)
- Timothy's Quest (1936)
- Laughing Irish Eyes (1936)
- Desert Gold (1936)
- Undersea Kingdom (1936)
- Fury (1936)
- The Arizona Raiders (1936)
- Women Are Trouble (1936)
- The Vigilantes Are Coming (1936, Serial)
- Yellowstone (1936)
- Mad Holiday (1936)
- Sinner Take All (1936)
- Jungle Jim (1937, Serial)
- Marked Woman (1937)
- Fly-Away Baby (1937)
- Roaring Timber (1937)
- Public Wedding (1937)
- Love Is on the Air (1937)
- Over the Goal (1937)
- The Adventurous Blonde (1937)
- Missing Witnesses (1937)
- The Bad Man of Brimstone (1937)
- He Couldn't Say No (1938)
- Over the Wall (1938)
- Love Finds Andy Hardy (1938)
- The Texans (1938)
- Touchdown, Army (1938)
- Come On, Rangers (1938)
- Tom Sawyer, Detective (1938)
- Ambush (1939)
- Paris Honeymoon (1939)
- Persons in Hidi (1939)
- Rough Riders' Round-up (1939)
- I'm from Missouri (1939)
- Frontier Pony Express (1939)
- Undercover Doctor (1939)
- 6,000 Enemies (1939)
- Wyoming Outlaw (1939)
- Career (1939)
- Wall Street Cowboy (1939)
- New Frontier (1939)
- The Kansas Terrors (1939)
- Cowboys from Texas (1939)
- Heroes of the Saddle (1940)
- Pioneers of the West (1940)
- Hi-Yo Silver (1940)
- Covered Wagon Days (1940)
- Rocky Mountain Rangers (1940)
- Queen of the Mob (1940)
- Kit Carson (1940)
- Oklahoma Renegades (1940)
- White Eagle (1941, Serial)
- Arizona Bound (1941)
- Forbidden Trails (1941)
- Texas (1941)
- Forbidden Trails (1941)
- Cadets on Parade (1942)
- Below the Border (1942)
- Reap the Wild Wind (1942)
- Ghost Town Law (1942)
- The Girl from Alaska (1942)
- Down Texas Way (1942)
- The Affairs of Martha (1942)
- Her Cardboard Lover (1942)
- Pierre of the Plains (1942)
- Riders of the West (1942)
- West of the Law (1942)
- Dawn on the Great Divide (1942)
- Prairie Chickens (1943)
- The Ghost Rider (1943)
- The Stranger from Pecos (1943)
- Six Gun Gospel (1943)
- Outlaws of Stampede Pass (1943)
- The Texas Kid (1943)
- Raiders of the Border (1944)
- Partners of the Trail (1944)
- Law Men (1944)
- Range Law (1944)
- West of the Rio Grande (1944)
- Land of the Outlaws (1944)
- Ell i la seva enemiga (1944)
- Law of the Valley (1944)
- Ghost Guns (1944)
- The Navajo Trail (1945)
- Gun Smoke (1945)
- Stranger from Santa Fe (1945)
- Flame of the West (1945)
- Rhythm Round-Up (1945)
- Sunbonnet Sue (1945)
- The Lost Trail (1945)
- Northwest Trail (1945)
- Frontier Feud (1945)
- Border Bandits (1946)
- Drifting Along (1946)
- The Haunted Mine (1946)
- Under Arizona Skies (1946)
- The Gentleman from Texas (1946)
- Trigger Fingers (1946)
- Shadows on the Range (1946)
- Rolling Home (1946)
- Silver Range (1946)
- Raiders of the South (1947)
- Valley of Fear (1947)
- Trailing Danger (1947)
- Land of the Lawless (1947)
- The Law Comes to Gunsight (1947)
- Code of the Saddle (1947)
- Flashing Guns (1947)
- Black Gold (1947)
- Unconquered (1947)
- Prairie Express (1947)
- Gun Talk (1947)
- Overland Trails (1948)
- Crossed Trails (1948)
- Frontier Agent (1948)
- Triggerman (1948)
- Back Trail (1948)
- The Fighting Ranger (1948)
- The Sheriff of Medicine Bow (1948)
- Gunning for Justice (1948)
- Hidden Danger (1948)
- The Daltons' Women (1950)
- Hostile Country (1950)
- Marshal of Heldorado (1950)
- Operation Haylift (1950)
- Crooked River (1950)
- Colorado Ranger (1950)
- West of the Brazos (1950)
- Fast on the Draw (1950)
- County Fair (1950)
- Skipalong Rosenbloom (1951)
- Kentucky Jubilee (1951)
- The Golden Hawk (1952)
- Cow Country (1953)
- Thunder Pass (1954)
- Treasure of Ruby Hills (1955)
- The Twinkle in God's Eye (1955)
- Dig That Uranium (1955)
- Day the World Ended (1955)
- Girls in Prison (1956)
- Flesh and the Spur (1956)
- Shake, Rattle & Rock! (1956)
- Invasion of the Saucer Men (1957)
- Pawnee (1957)
- Motorcycle Gang (1957)
- Alaska Passage (1959)
- The Quick Gun (1964)
- Requiem for a Gunfighter (1965)
- In Cold Blood (1967)